# 移位 (語法)
移位（英语：Movement）是在句法学研究中用以处理不连续性的一系列理论，结构主义语言学最先采用术语“不连续成分”（discontinuous constituents）和“位移”（displacement）来描述移位。移位是指有些句法成分会从其接受强势解释特征（features of interpretation）的位置移动出去。移位的概念在学界有很多争议，支持移位的理论有转换-生成文法、管辖与约束理论、最簡方案等，而中心语驱动短语结构语法、詞彙功能語法、构式语法、依存语法等理论反对移位的概念，提出例如特征图同构（graph reentrancies）、特征传递（feature passing）、语义转换算子（type shifter）等机制解释不连续性问题。

## 示例
移位可以用来解释句法中的疑問詞移位、话题化、外位、变序、倒装、位移等现象：
a. John has told Peter that Mary likes the first story.
b. Which story has John told Peter that Mary likes ___? - 疑问词移位
a. We want to hear that one story again.
b. That one story we want to hear ___ again. - 话题化
a. Something that we weren't expecting occurred.
b. Something ___ occurred that we weren't expecting. - 外位
a. You will understand.
b. Will you ___ understand? - 倒装
a. She took off her hat.
b. She took her hat off ___. - 位移
上列a句展示英语中的标准语序，而b句则是移位需要解释的不连续现象。粗体标记了发生移位的成分，下划线标记了移位后留下的空缺。在第一组中，a句里的成分“the first story”作为动词“likes”的宾语直接接在动词之后；而b句中同样作为宾语的“which story”却出现在了句首。移位理论通常会将标准语序分析为“原位生成”（base-generated）的语序，而不连续的语序则是由于种种原因移位后的结果。

## 移位的表征
上节中使用了下划线来标记移位后留下的空缺，而在形式语法理论中，这些空缺在句法上是实际存在的实体，在不同理论中被称为“语迹”（trace）或“拷贝”（copy）。例如：
b. Which story1 has John told Peter that Mary likes t1? - 用语迹t来指示移位
下标的数字指示了是哪个成分在其原先位置留下了一个用t表示的语迹。而用拷贝指示移位的情况下，移位是将一个成分复制到其他位置上，再删除原位的语音特征。缺少语音特征的拷贝一般用斜体标记：
b. Which story has John told Peter that Mary likes which story? - 用斜体标记拷贝
空缺、语迹、拷贝这些概念事实上有不少细微的差别，但都是为了展现不连续性的存在。

## 移位的类型
生成语法中，移位可以分为中心语移位（head movement）和短语移位（phrasal movement）两大类；短语移位又被分为论元移位（A-movement）和非论元移位（A-bar movement）两种。

### 论元移位和非论元移位
论元移位（A-movement）将短语移动到一个被指派了特定语法功能的位置上，例如被动句当中将宾语移动到主语的位置：
a. Fred read the book.
b. The book was read ___ (by Fred). - 论元移位
非论元移位（A-bar movement或A'-movement）则将短语移动到未被指派特定语法功能的位置，例如疑问句中将作为主语或宾语的名词短语移动到句首：
a. You think Fred loves Mary.
b. Who do you think ___ loves Mary? - 非论元移位
a. You think Fred loves Mary.
b. Whom do you think Fred loves ___? - 非论元移位
论元移位和非论元移位的区别涉及到句法与词库之间理论地位的高下。将主动和被动语态完全置于句法中讨论提升了句法的地位；而认为被动语态不是由主动语态派生而来，将语态归结为词库的理论则完全反对论元移位和非论元移位的区别。

### 短语移位和中心语移位
另一个移位的分类方式是分为短语移位和中心语移位。短语移位是包括中心语在内的整个短语一起移位，上文中大部分例子都包括短语移位；中心语移位则是只有短语的中心语发生移位。中心语移位的典型例子如主语-助动词倒装：
a. Someone has read the article.
b. Has someone ___ read the article? - 助动词“has”发生中心语移位
a. She will read the second article.
b. Will she ___ read the second article?  - 助动词“will”发生中心语移位
助动词“has”和“will”作为屈折短语（IP）的中心语，移位而生成例子中的b句。移位的过程中，只有助动词本身发生移动，不涉及短语的其他部分。
但短语移位和中心语移位的区别是建立在移位只能提升（即向左移位）的前提之上的。如果允许向右的移位，那么就可以完全不考虑存在中心语移位。也以主语-助动词倒装为例：
a. Someone has read the article.
b. ___ Has someone read the article? - 作为主语的代词“someone”发生短语移位
a. She will read the second article.
b. ___ Will she read the second article? - 作为主语的代词“she”发生短语移位
上面的分析认为主语-助动词倒装是由主语向右移动而非助动词向左移动产生的。两句中作为主语的代词都是一个完整的短语，因此没有必要引入中心语移位的概念。

## 孤岛和移位的限制
移位理论在发展过程中对移位的限制条件作出解释，发展成局部（locality）理论。局部理论研究孤岛（island）和对移位的限制，并解释一些移位不成立的原因：
a. You think that Mary visited Peter before calling Fred.
b. *Who do you think that Mary visited Peter before calling ___?  – 无法将“Fred/who”移动出“before calling Fred”的附加语位置
a. Your picture of Fred was funny.
b. *Who was your picture of ___ funny? - 无法将“Fred/who”移动出作主语的名词词组“your picture of Fred”；但“Who was your funny picture of?”或更正式的“Of whom was your funny picture?”是成立的
a. You like Bill's ideas.
b. *Whose do you like ___ ideas? - 无法将“Bill's/whose”移动出作宾语的名词词组“Bill's ideas”；但“Whose ideas do you like?”成立
上列的b句都是不合法的。根据移位的孤岛限制，附加语、主语都是不可移位的孤岛；名词短语的左支也会阻碍在名词之前的修饰语从名词短语中移出。

## 特征传递
考虑到移位悖论，移位理论在一些情况下有争议。一些句法理论用特征传递（feature passing）取代移位，拒绝接受移位的基本假设，即移位的成分曾经出现在由空缺、语迹或拷贝标记的原位上。这些理论认为句法不存在一个底层结构，表层由底层派生而来；而是只存在表层。特征传递假定成分的特征在该成分与其支配者（governor）之间传递。下面的树图展示了依存句法如何使用特征传递分析疑问词的不连续现象。
标红的词标记了连接疑问词成分“what”与许可（license）其出现的支配者“eat”之间的语链（catena）。与“what”相关的特征，如名词、直接宾语等在标红的语链上传递，谓词“eat”在此可以次范畴化（subcategorization）作为直接宾语的名词词组。通过研究语链的性质也能确定局部限制的条件。

## 语迹
在管辖与约束理论及其后继理论中，移位留下的空语类被称为语迹。
a. You like eating porridge.
b. What do you like eating t.
一些理论根据语迹在句法中产生的影响，将语迹视作句法结构中的实体。例如英语当中“want to”可以缩合为“wanna”，而如果在“want”与“to”之间存在语迹，缩合就不可能发生，例如下例中的b句。
a. Who does Vicky want to vote for t? → Who does Vicky wanna vote for?
b. Who does Vicky want t to win? → *Who does Vicky wanna win?
但这种证据并不够充分，因为一些其他种类的缩合允许中间存在语迹。
a. Who does Kim think t is beneath contempt? → Who does Kim think's beneath contempt?
b. Who does Kim think t will be late? → Who does Kim think'll be late?
c. What does Kim imagine t has been happening? → What does Kim imagine's been happening?
对这种现象也有很多不同解释，例如Bresnan (1971)认为“to”的缩合是后附语素，而时态助词的缩合是前附语素，因此只有前者会被居前的语迹影响。

## 脚注
1. ↑  关于移位的术语可参考Graffi (2001)。
2. ↑  关于特征如何驱动移位，可参考Carnie (2013:393ff.)。
3. ↑  移位概念的介绍可参考Roberts (1997:35f.)、Haegeman and Guéron (1999:32)。
4. ↑  较早的运用语迹的例子如Chomsky (1975)。
5. ↑  用t表示语迹的例子如Ouhalla (1994:63)和Haegeman and Guéron (1999:172)。
6. ↑  移位的拷贝理论参考Chomsky (1995)。
7. ↑  论元移位和非论元移位的区别可以参考Ouhalla (1994:161f.)和Radford (2004:176ff.)。
8. ↑  中心语移位的理论可以参考Ouhalla (1994:284f.)、Radford (2004:123ff.)和Carnie (2013:289ff.)。
9. ↑  局部理论可参考Manzini (1992)的论述。
10. ↑  反对移位并用特征传递分析的论文如Gazdar (1981)。
11. ↑  这个依存关系树展示了特征传递的概念，与Groß and Osborne (2009)中论述的依存句法的处理方式一致。
12. ↑  语链在Osborne et al. (2012)中有详尽论述。
13. ↑  用wanna缩合现象证明语迹存在还可以参考Radford (1997: 269ff.) Syntactic Theory and the Structure of English: A Minimalist Approach （页面存档备份，存于）, CUP 1997, p. 269ff。
14. ↑  例子来源于Sag and Fodor (1994)。
15. ↑  关于这一现象的更多讨论，可参考Bresnan (1971)、Postal and Pullum (1982)、Kaisse (1983)、Bošković (1997)等人的论述。